# Conseil national fédéral
18e législature
Le Conseil national fédéral (en arabe : المجلس الوطني الإتحادي romanisé : al-Majlis al-Watani al-Ittihadi) est une autorité fédérale des Émirats arabes unis chargée de représenter le peuple émirati.
Créé en 1971, il est composé de 40 membres dont 20 sont élus au scrutin indirect par un collège électoral, et 20 derniers sont nommés par les dirigeants des sept émirats. Il siège à Abou Dabi, la capitale du pays.

## Système électoral
Le Conseil national fédéral est composé de 40 sièges renouvelés tous les quatre ans, dont 20 nommés par les dirigeants de chacun des sept émirats composant le pays : Abou Dabi, Ajman, Charjah, Dubaï, Fujaïrah, Ras el Khaïmah et Oumm al Qaïwaïn. Les vingt autres sont élus au vote unique non transférable par un collège électoral, à raison de quatre sièges pour Abu Dhabi et Dubai, trois pour Charjah et Ras el Khaïma, et deux pour chacun des trois restants. Chacun des émirs désigne ceux autorisés dans leurs émirats à participer aux élections. Le collège électoral grandit ainsi d'élections en élections, avec l'objectif à terme de recouvrir l'ensemble de la population des émirats.
L'ancien émir d'Abu Dhabi et président des émirats Khalifa ben Zayed Al Nahyane a par ailleurs institué la parité homme femme au conseil par un décret publié en décembre 2018

## Liste des présidents
| No | Titulaire                       | Mandat           | Mandat           | Réf. |
| No | Titulaire                       | Début            | Fin              | Réf. |
| -- | ------------------------------- | ---------------- | ---------------- | ---- |
| 1  | Thani Abdullah Humaid           | 1972             | 1976             | ,    |
| 2  | Taryam Omran Taryam             | 1977             | 1981             | ,    |
| 3  | Hilal bin Ahmed bin Lootah      | 1981             | 1991             | ,    |
| 4  | Al Haj bin Abdullah Al Muhairbi | 1993             | 1996             | ,    |
| 5  | Al Haj bin Abdullah Al Muhairbi | 1997             | 2003             | ,    |
| 6  | Saeed Mohammad Al Gandi         | 19 février 2003  | 12 février 2007  | ,    |
| 7  | Abdul Aziz Al Ghurair           | 12 février 2007  | 15 novembre 2011 | ,    |
| 8  | Mohammad Al Murr                | 15 novembre 2011 | 18 novembre 2015 | ,    |
| 9  | Amal Al Qubaisi                 | 18 novembre 2015 | 14 novembre 2019 | ,    |
| 10 | Saqr Ghobash                    | 14 novembre 2019 | en cours         | ,    |